# Kanych Satpaïev
Kanych Satpaïev (en kazakh : Қаныш Имантайұлы Сәтбаев, Qanych Imantaïouly Sätbaïev ; en russe : Каны́ш Иманта́евич Сатпа́ев, Kanych Imantaïevitch Satpaïev), né le 31 mars 1899 (12 avril dans le calendrier grégorien) dans l'oblast de Semipalatinsk (Empire russe) et mort le 31 janvier 1964 à Moscou, est un géologue soviétique, spécialiste en métallogénie et premier président de l'Académie des sciences du Kazakhstan (Қазақстан Республикасының Ұлттық ғылым академиясы).
En 2011, l'Université nationale kazakhe de technologie est rebaptisée « Université nationale kazakhe de technologie Satpaïev » en sa mémoire. En anglais, elle prend le nom de Satbayev University à partir de 2017.